# Carl Wilhelm Sames
Carl Wilhelm Sames (efter ubekræftet angivelse født 1. marts 1724 i Braunfels ved Wetzlar – 18. oktober 1789 i Rendsborg) var en dansk officer, far til Carl Erich Sames.
Hans fader var hofråd hos landgrevinden af Hessen-Homburg Johann Wulpert Sames (1692-1774). Han studerede i nogen tid ved universitetet i Jena, men gik så over til krigshåndværket, først preussisk, siden i fransk tjeneste. I Frankrig ægtede han 1753 Marie Jeanne Constance de Saint-Germain (24. august 1737 i Sedan – 23. maj 1791 i Glückstadt), en slægtning til Claude-Louis de Saint-Germain, som kaldte Sames til Danmark, hvor han 1761 blev oberst og året efter chef for Oldenborgske Infanteriregiment, som han midlertidig havde kommanderet under togtet til Mecklenburg samme år. Da Hæren blev sat på fredsfod, kom Sames med sit regiment til København, hvor han gjorde sig bemærket ved efter fremmed mønster at indføre forbedringer på det taktiske område. 1767 blev han derfor udnævnt til direktør for infanteriets eksercits. Denne post beholdt han i længere tid, uagtet han, efter at Saint-Germain anden gang var blevet styrtet, 1768 blev sendt til Kronborg med sit regiment. Under Struensee blev Sames, ligesom andre af Saint-Germains tilhængere, atter trukket frem. I begyndelsen af 1771 blev han kommandant ad interim i København og kort efter medlem af direktionen for Frederiks Hospital, ligesom det også var påtænkt at overdrage ham en sendelse til det franske hof. Måske ikke uden grund mistede Struensee dog snart tilliden til Sames, og i december blev denne som kommandant afløst af Henrik Gude, efter sigende fordi han ikke ville rette sig efter kabinetsministeren i et spørgsmål vedrørende passagen gennem fæstningsportene. Under «juleaftensfejden» samme år blev han ilde medhandlet af de oprørske gardere, da han søgte at stille dem til freds. Efter Struensees fald holdt Sames sig til Rantzau-Aschebergs parti, og da denne i juli 1772 blev afskediget, blev Sames sendt til Glückstadt som kommandant. 1773 blev han generalmajor, fratrådte kommandoen over Oldenborgske Regiment og blev (dog kun i 3/4 år) tillige chef for Dronningens Livregiment; 1782 hvid ridder og generalløjtnant, 1788 kommandant i Rendsborg og kommanderende general i Hertugdømmerne. 18. oktober 1789 døde han pludselig i Rendsborg, hvor han er begravet.
Sames var 1775 blevet adlet af kejser Joseph II, men hans adel blev ikke naturaliseret, da han året efter fik dansk indfødsret.